# Johnny Winter
Johnny Winter, ursprungligen John Dawson Winter III, född 23 februari 1944 i Beaumont i Texas, död 16 juli 2014 i Zürich i Schweiz, var en amerikansk bluesgitarrist och sångare. Winter blev känd såväl för sina musikaliska förmågor som för sitt karakteristiska utseende, till följd av att han var albino. Han var bror till musikern Edgar Winter.
Johnny Winter spelade med många av de stora, bland andra Jimi Hendrix, Eric Clapton, John Mayall, Robert Cray, Buddy Guy, the Allman Brothers Band, Muddy Waters och Mike Bloomfield. Winter vann 2015 en Grammy postumt för albumet Step Back i kategorin Best Blues Album.

## Biografi
Johnny Winter började tidigt spela tillsammans med sin bror Edgar. 1968 bildade han en trio tillsammans med basisten Tommy Shannon och trummisen Uncle John Turner. Efter att ha uppmärksammats i en artikel i Rolling Stone 1968 fick de skivkontrakt med Columbia. När de 1968 släppte skivan Johnny Winter kom sedan i kölvattnet plattor med inspelningar av varierande karaktär som Johnny Winter gjort tidigare. 1969 spelade Winter på Woodstockfestivalen och snart därefter kom skivan Second Winter, som var den sista skivan med det ursprungliga Johnny Winter-bandet.
Under tidigt 1970-tal hade Winter drogproblem, vilket man nästan kan höra på liveskivan ' Johnny Winter And Live'. Han tog därefter en paus i artistlivet men kom snart igen. Skivor som Still Alive and Well och Johnny Winter III gav honom uppmärksamhet under första hälften av 70-talet. I slutet av 70-talet var han producent till Muddy Waters sista skivor, som ofta anses höra till hans bästa.
Under 1980-talet gick han tillbaka till den mer rena blues-stilen med bland annat skivan Serious Business, med typisk 80-talsljudkvalitet. 1988 blev han invald i Blues Hall of Fame och 2003 rankades han som nummer 63 på Rolling Stone Magazines lista över de "100 största gitarristerna genom tiderna". De under 1990-talet inspelade skivorna anses vara bland de bästa, med utmärkt ljud, bra musiker och bra driv i gitarren. 
De sista åren var han hårt märkt av ålderdom och sin albinism, med de symptom som ingår.

## Spelstil

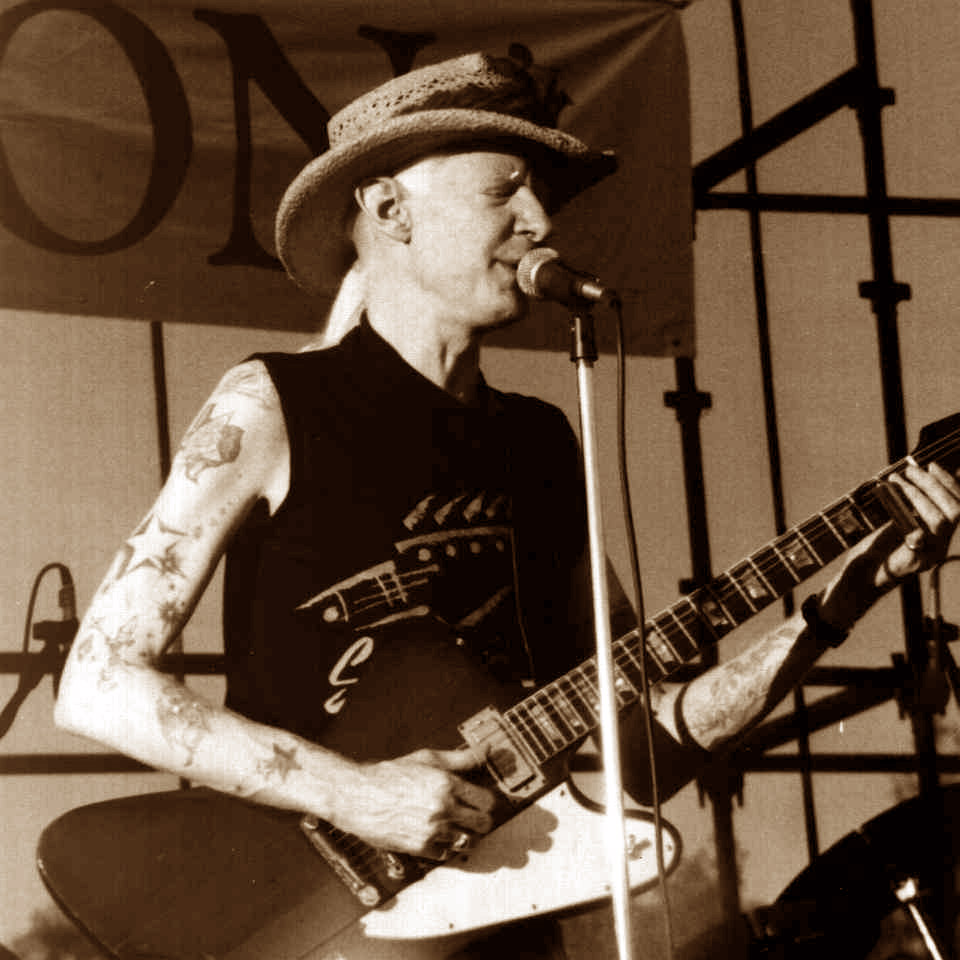
Johnny Winter 1990

Winter blev känd för sin aggressiva och tekniska spelstil på gitarren, där låtarna är fyllda av energi och driv. Stilen kännetecknas av att han ofta spelade långa varierande solon med stor finess men med bibehållen struktur i melodin. Han var också känd för att skrika "Yeah!" i låtarna på ett karaktäristiskt vis. Musiken präglas av Johnny Winters förkärlek till den intensiva ådran i bluesen, speciellt på låtar som "Good Time Woman" från albumet Serious Business och "Everybody's Blues" från Nothin' But the Blues.
Johnny Winter spelade ofta på en Gibson Firebird-gitarr och förknippas därför med modellen.

## Diskografi
Album
- 1967 – The Progressive Blues Experiment
- 1968 – Johnny Winter
- 1969 – Second Winter
- 1970 – Johnny Winter And
- 1971 – Live Johnny Winter And
- 1973 – Still Alive and Well
- 1974 – Saints and Sinners
- 1974 – John Dawson Winter III
- 1976 – Captured Live!
- 1976 – Together - Live (med Edgar Winter)
- 1977 – Nothin' But the Blues
- 1978 – White Hot and Blue
- 1980 – Raisin' Cain
- 1984 – Guitar Slinger
- 1985 – Serious Business
- 1986 – Third Degree
- 1988 – Birds Can't Row Boats
- 1988 – The Winter of '88
- 1991 – Let Me In
- 1992 – Hey, Where's Your Brother?
- 1992 – The Texas Tornado
- 1997 – White Hot Blues
- 1998 – Live in NYC '97
- 1998 – Livin' in the Blues
- 2004 – I'm a Bluesman
- 2008 – Raised on Blues 2-CD-set
- 2011 – Roots
- 2014 – Step Back